# Bohena Creek
Bohena Creek är en ort i Australien. Den ligger i kommunen Narrabri och delstaten New South Wales, i den sydöstra delen av landet, omkring 410 kilometer norr om delstatshuvudstaden Sydney. Orten hade 167 invånare år 2016.
Trakten runt Bohena Creek är nära nog obefolkad, med mindre än två invånare per kvadratkilometer.. Närmaste större samhälle är Narrabri, omkring 13 kilometer nordost om Bohena Creek.
Omgivningarna runt Bohena Creek är i huvudsak ett öppet busklandskap. Genomsnittlig årsnederbörd är 692 millimeter. Den regnigaste månaden är januari, med i genomsnitt 115 mm nederbörd, och den torraste är oktober, med 10 mm nederbörd.